# Vesly, Manche
Vesly là một xã thuộc tỉnh Manche trong vùng Normandie tây bắc nước Pháp. Xã này nằm ở khu vực có độ cao trung bình 70 mét trên mực nước biển.
Thị trấn Vesly nằm ở bán đảo Contentin, 45 phút về phía nam Cherbourg và 1 tiếng đồng hồ so với Caen. Xã cách biển khoảng 5 dặm Anh.
Dân số năm 2006 khoảng 615 người.